# Mustalompolo
Mustalompolo är en sjö i Kiruna kommun i Lappland och ingår i Torneälvens huvudavrinningsområde. Sjön har en area på 0,273 kvadratkilometer och ligger 340,3 meter över havet. Mustalompolo ligger i Torne och Kalix älvsystem Natura 2000-område.

## Delavrinningsområde
Mustalompolo ingår i det delavrinningsområde (751793-171711) som SMHI kallar för Mynnar i Luongasjoki. Medelhöjden är 347 meter över havet och ytan är 9,25 kvadratkilometer. Räknas de 2 avrinningsområdena uppströms in blir den ackumulerade arean 78,85 kvadratkilometer. Bergsmannijoki som avvattnar avrinningsområdet har biflödesordning 3, vilket innebär att vattnet flödar genom totalt 3 vattendrag innan det når havet efter 359 kilometer. Avrinningsområdet består mestadels av skog (89 procent). Avrinningsområdet har 0,37 kvadratkilometer vattenytor vilket ger det en sjöprocent på 4 procent.